# 哈萨延
哈萨延（Hasayan），是印度北方邦哈特勒斯县的一个城镇。总人口5584（2001年）。

## 人口
该地2001年总人口5584人，其中男性3004人，女性2580人；0—6岁人口1137人，其中男580人，女557人；识字率49.96%，其中男性为61.38%，女性为36.67%。